# 석산로 (함평군)
석산로(Seoksan-ro)는 전라남도 함평군 함평읍 주포삼거리 와 함평군 손불면 손불면월천리 교차로를 잇는 도로이다.

## 주요 경유지
전라남도
- 함평군 (함평읍 . 손불면)

## 노선
| 이름                | 접속 노선                 | 소재지 | 소재지 | 비고                 |
| ------------------- | ------------------------- | ------ | ------ | -------------------- |
| 주포삼거리          | 주포로                    | 함평군 | 함평읍 | 지방도 제811호선구간 |
| 신흥삼거리          | 궁산길                    | 함평군 | 손불면 | 지방도 제811호선구간 |
| (이름없음)          | 석창길                    | 함평군 | 손불면 | 지방도 제811호선구간 |
| 월천1교             |                           | 함평군 | 손불면 |                      |
| 교촌교              |                           | 함평군 | 손불면 |                      |
| 월천교              |                           | 함평군 | 손불면 |                      |
| 신옥교              |                           | 함평군 | 손불면 | 지방도 제811호선구간 |
| 손불면월천리 교차로 | 안악길                    | 함평군 | 손불면 | 지방도 제811호선구간 |
| 손불면월천리 교차로 | 지방도 제808호선 (손무로) | 함평군 | 손불면 | 지방도 제811호선구간 |